# José María Morelos (Agencia de Guichicovi)
José María Moleros y Pavón es una localidad con categoría de Agencia que pertenece al Municipio de San Juan Guichicovi. Hay 495 habitantes y está a 40 metros de altura. Está situado a 32.9 kilómetros de San Juan Guichicovi, que es la cabecera municipal y localidad más poblada del municipio, en dirección Sur.

## Localización

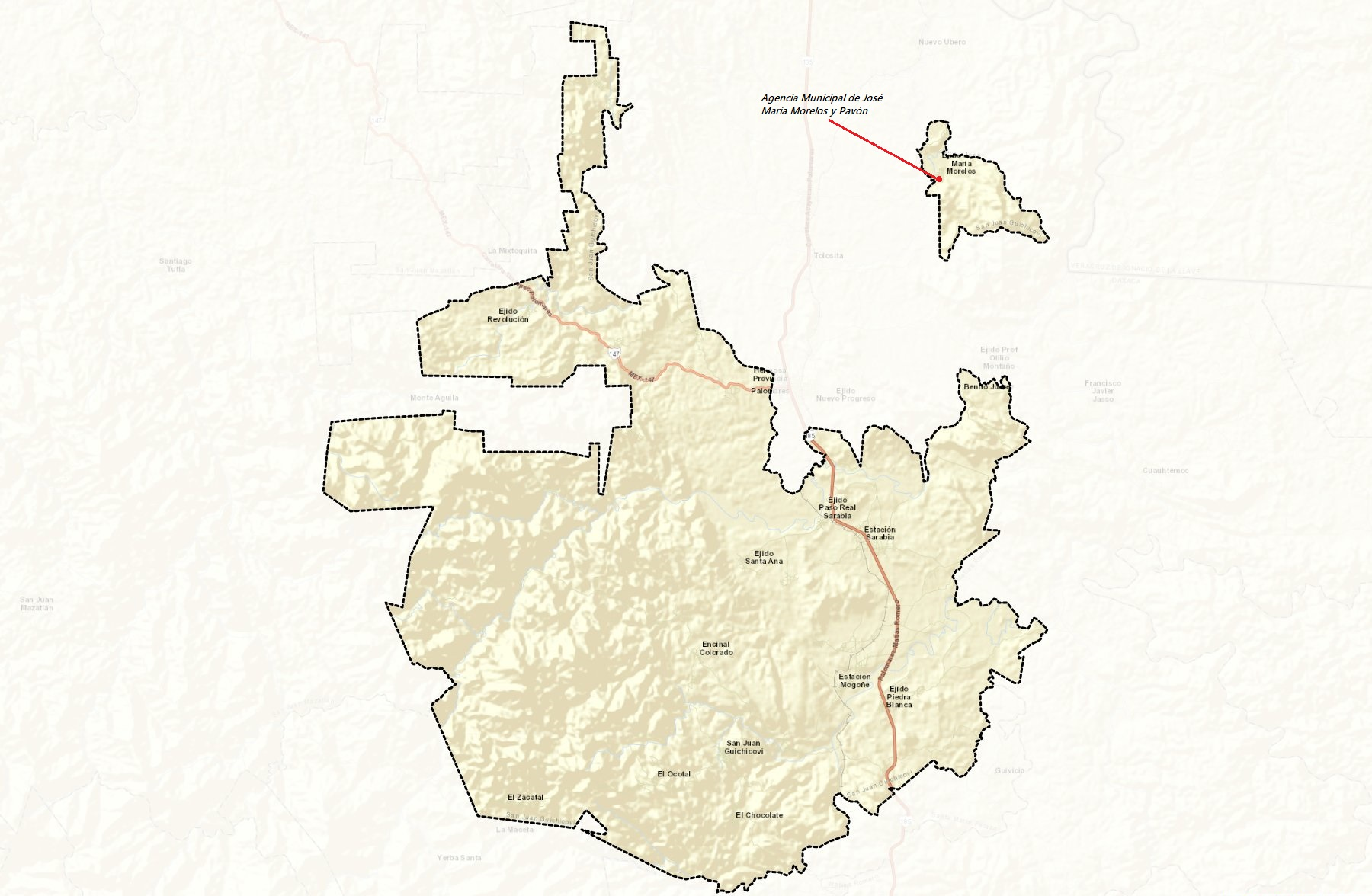
Ubicación de José María Morelos y Pavón dentro del Territorio Municipal

José María Morelos y Pavon se encuentra localizado en las coordenadas geográficas 17°14′25.7″N 94°59′13.4″O / 17.240472, -94.987056 y a una altitud de 40 metros sobre el nivel del mar. Junto con la Agencia Municipal de El Triunfo (Guichicovi) componen el exclave separado del territorio principal del municipio de San Juan Guichicovi, que se encuentra dentro del municipio de Matías Romero Avendaño.
De acuerdo del Censo de Población y Vivienda de 2020 realizado por el Instituto Nacional de Estadística y Geografía, la población total es de 495 habitantes, de los cuales 240 son hombres y 255 mujeres.